# رولند ماتس
رولند ماتس ورزشکار مرد رشتهٔ شنا اهل کشور آلمان شرقی است. وی در بین سال‌های ‎۱۹۶۸ تا ۱۹۷۶ میلادی در مسابقات بازی‌های المپیک تابستانی در مجموع ۸ مدال، شامل ۴ مدال طلا ، ۲ نقره و ۲ برنز را کسب کرد.